# 馬拉納塔浸會大學

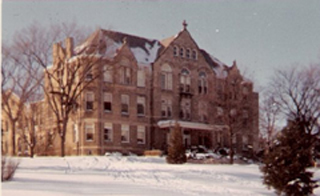
大學建築“Old Main”

馬拉納塔浸會大學（Maranatha Baptist University）是位於美國威斯康星州水鎮的一所浸會私立大學，由國際篤信聖經浸信會的一名會員成立於1968年9月14日，校名“Maranatha”來自阿拉米語，意思是“主，來吧”。2013年12月13日校名從學院改為大學。 2016年《美國新聞與世界報道》在“中西部地區大學”排名中將其列在第66位。